# 小行星2347
小行星2347（2347 Vinata）是一颗围绕太阳公转的小行星。1936年10月7日，亨利·李·吉克拉斯在弗拉格斯塔夫发现了此天体。
該小行星以印度神話中創造之神達刹的女兒毗那塔命名。
这颗小行星的绝对星等为109.04578等。